# Gruzinsky

Brasão de armas da família Gruzinski

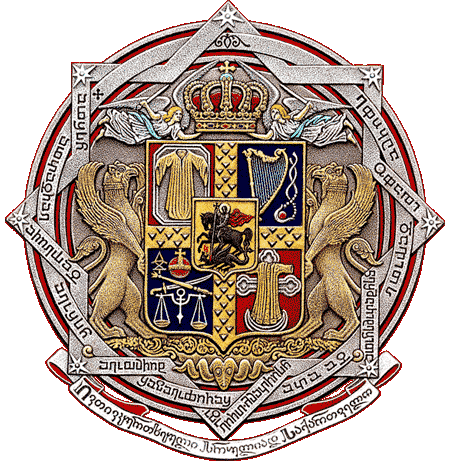
Insígnia que atualmente é usada pela família

Gruzinsky (em russo:  Грузинский; em georgiano:  გრუზინსკი) era um título e mais tarde o sobrenome de duas diferentes linhagens principescas da dinastia Bagrationi da Geórgia, ambas as quais o receberam como súditos do Império Russo. O nome "Gruzinsky" (também escrito Gruzinski ou Gruzinskii) deriva da língua russa, significando originalmente e literalmente "da Geórgia". Das duas linhas, a mais nova é a única linha que ainda existe.

## Linha mais velha
A "Casa Anciã" dos Príncipes Gruzinsky era uma ramificação da Casa de Mukhrani que foi despojada do trono de Cártlia em 1726. A linhagem descendia do príncipe Bakar da Geórgia (1699/1700-1750), que havia se mudado para a Rússia em 1724, e foi extinta com a morte de Pyotr Gruzinsky (1837-1892). A família tinha propriedades nas províncias de Moscou e Nizhegorod, e foi confirmada entre a nobreza principesca da Rússia em 1833.

## Linha mais jovem
A "Casa Jovem" dos Príncipes Gruzinsky (Bagrationi-Gruzinski) é uma ramificação da Casa de Caquécia (depois de 1462) e de Cártlia (depois de 1744). O título de Príncipe(s) Gruzinsky (Sereno Príncipe[ss] depois de 1865) foi conferido aos netos do penúltimo rei da Geórgia, Erekle II (1720/1–1798), após a anexação russa da Geórgia em 1801. Descendentes do príncipe Bagrat (1776–1841), neto de Erekle II e filho do último rei da Geórgia, Jorge XII (1746–1800), ainda sobrevivem na Geórgia.
O atual chefe desta família, Nugzar Bagration-Gruzinsky (nascido em 1950), reivindica a chefia legítima da Casa Real da Geórgia (também reivindicada pela linha genealogicamente sênior de Bagrations de Mukhrani ) com base na descendência de primogenitura masculina do último rei de Cártlia-Caquécia no leste da Geórgia. Como Nugzar não tem descendência masculina, Yevgeny Petrovich Gruzinski (nascido em 1947 – falecido em 17 de julho de 2018), tataraneto do irmão mais novo de Bagrat, Ilia (1791–1854), que viveu na Federação Russa, foi considerado o herdeiro presuntivo de Nugzar dentro do princípio da primogenitura. Yevgeny morreu sem problemas. O próprio Nugzar argumenta a favor de ter sua filha mais velha, Ana, designada como sua herdeira de acordo com a lei dinástica georgiana de " Zedsidzeoba ", segundo a qual todos os filhos da princesa Ana herdariam a elegibilidade para a sucessão dinástica por meio de sua mãe, continuando assim o mais velho linha de Jorge XII.